# Zýkaïta
La zýkaïta és un mineral arsenat de la classe dels minerals fosfats, i dins d'aquesta pertany a l'anomenat “grup de la sanjuanita-destinezita”. Va ser descoberta l'any 1976 a Kutná Hora, a la regió de Bohèmia (República Txeca), sent nomenada així en honor de Václav Zýca, científic txec.
Un sinònim és la seva clau: IMA1976-039.

## Característiques químiques
És un arsenat hidratat de ferro amb anions addicionals d'hidroxil i sulfat. El grup de la sanjuanita-destinezita al qual pertany són tots arsenats i fosfats que tenen anions addicionals d'hidroxil i sulfat.
La fórmula química de la zýkaïta és Fe₄3+(AsO₄)₃(SO₄)(OH)·15H₂O.
Químicament relacionada amb la bukovskyita ((Fe3+)₂(AsO₄)(SO₄)(OH)·7H₂O).

## Formació i jaciments
Es forma com a producte de l'alteració d'arsenopirita i de pirita, en antics safaretjos de les mines.
Sol trobar-se associat a altres minerals com: kankita, escorodita, pitticita, limonita, arsenopirita, guix o quars.